# Armeghan Taheri
Armeghan Taheri es artista, escritora y activista feminista, contra el racismo y la islamofobia de nacionalidad alemana y afgana. En 2018 fundó la revista What's Afghan Punk Rock, Anyway? un espacio de expresión para las minorías 

## Biografía
Armeghan Taheri nació en Irán en el seno de una familia de refugiados afganos. Su padre fue prisionero político en Afganistán cuando formaba parte del Movimiento Revolucionario de Estudiantes en Kabul y estuvo encarcelado y torturado. Tenía cinco años cuando su familia se mudó a Alemania, a Aix-La-Chapelle. Estudió derecho europeo en los Países Bajos. Completó su formación con un máster en derecho y estudios de género en la Escuela de Estudios Orientales y Africanos de Londres.
Creció entre un mapa tejido de culturas, movimientos políticos y divisiones sociales reivindicando la “influencia de los movimientos feministas antiimperialistas, así como los movimientos de justicia social que centran a las personas de la clase trabajadora y de las áreas rurales: Afganistán es en gran parte rural y es importante tener eso en cuenta al pensar en cómo lograr la justicia y la igualdad. Crecí con estas ideas, así como ejemplos de solidaridad global de las Panteras Negras a diferentes movimientos maoístas a la lucha palestina”.
En 2018, fundó con Inès Lamari y Sheikka Gross la revista anual en inglés What's Afghan Punk Rock, anyway?. Esta revista es un espacio de expresión para las minorías más allá de la mirada occidental. La revista presenta cuentos, poemas, ensayos, de artistas egipcios, tunecinos, franceses o pertenecientes a la diáspora afgana. El primer número, lanzado en 2018, aborda el tema del trauma. El segundo número publicado en 2019, habla del amor. El tercero trata del futuro.

## Publicaciones
- What’s Afghan Punk Rock, anyway?, revista anual fundada en 2018

## Performances
- The Body of Trauma, galerie Futura, Berlin, 2016[5]